# Von der Leyen-Gymnasium
Das Von der Leyen-Gymnasium ist ein Gymnasium in Blieskastel im Saarland.

## Geschichte
Im Jahr 1775 wurde von Graf Franz Karl von der Leyen eine Lateinschule errichtet, die bis zum Ersten Weltkrieg Bestand hatte. Nach jahrelangen Bemühungen der Stadt Blieskastel konnte 1956 das Staatliche Realgymnasium gegründet werden, um Kindern aus dem Bliesgau die Möglichkeit zu geben, eine höhere Schule zu besuchen, ohne die weiten Wege nach St. Ingbert, Homburg oder Zweibrücken auf sich zu nehmen. Um auf die Tradition der Lateinschule Bezug zu nehmen, wurde die Schule 1974 in Von der Leyen-Gymnasium umbenannt. Im Jahr 1992 ging die Schulträgerschaft vom Land auf den Saarpfalz-Kreis über.

## Gebäude

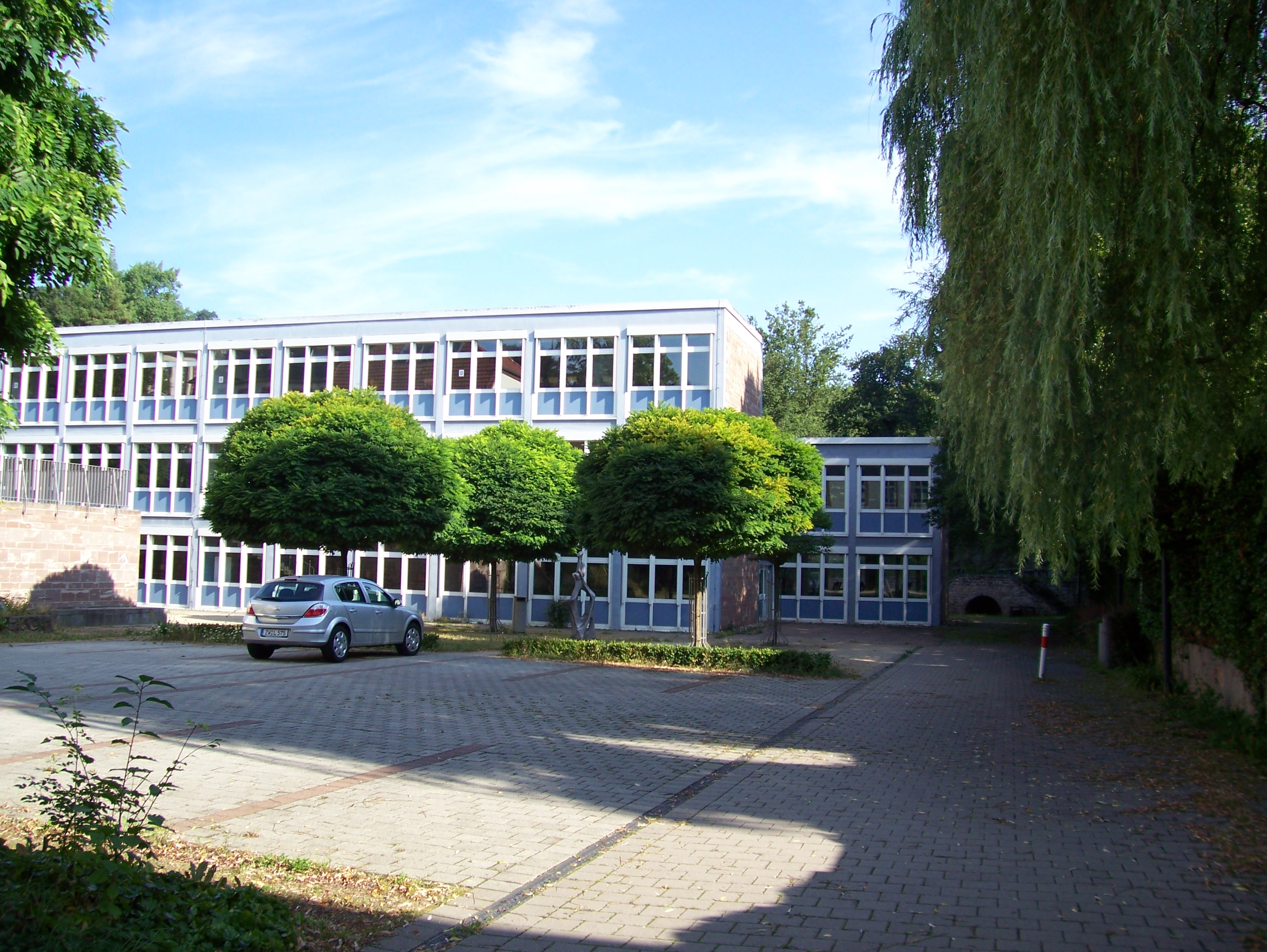
Hauptgebäude

Die Schule besteht aus dem Hauptgebäude (Unterricht für die Klassen 5, 9 und 10, Fachräume), dem Musikpavillon, dem Schlösschen (Unterricht für die Oberstufe, Informatikraum), dem Verwaltungsgebäude, dem Mittelgebäude (Religionsräume, Klassensräume, Aufenthaltsräume), dem ehemaligen Internat (Musiksaal, Kunsträume, Computerraum, Bücherei, Unterricht für Klassen 6 bis 8) und dem kürzlich renovierten Haus Lott (Schülerbibliothek, Computerraum, Cafeteria). Um das ehemalige Internat herum finden derzeit Ausgrabungen statt. Es werden die Überreste des ehemaligen Schlosses Blieskastel ausgegraben. Das modernste aller Schulgebäude ist das Hauptgebäude, auf dessen Dach sich Solarzellen befinden.

## Sprachenfolge
Neusprachlicher Zweig:
- Französisch (ab Klasse 5)/ Englisch (ab Klasse 5)
- Latein (ab Klasse 8)
- Englisch (ab Klasse 6)/ Französisch (ab Klasse 6)
- Wahlfach: Spanisch, Informatik, Philosophie (ab Klasse 10)

Mathematisch-naturwissenschaftliche Zweige:
- Französisch (ab Klasse 5) & Englisch (ab Klasse 6) oder
- Englisch (ab Klasse 5) & Französisch (ab Klasse 6)
- Physik als Hauptfach (ab Klasse 8)
- Wahlfächer: Spanisch, Latein, Informatik, Philosophie (ab Klasse 10)

## Arbeitsgemeinschaften
Für alle Interessengebiete werden Arbeitsgemeinschaften angeboten. Vom künstlerischen Bereich (Theater, Schulchor, Orchester, Instrumental) über praktische Arbeit (Schulgarten, Jugend forscht, Homepage, Informatik), sportlerische Tätigkeiten (Tennis, Geräteturnen, Tanzen, Golf, Schach) bis hin zur Vertiefung von Unterrichtsthemen (Leseclub, Physik, Mathematik, Delf-Französisch). Besonders die AG-Tennis, die viele Jahre unter der Leitung von Manfred Eschenbaum stand, brachte zahlreiche Erfolge für die Schule in Wettkämpfen hervor (z. B. Jugend trainiert für Olympia).

## Die Schulleitung
Erster Schulleiter wurde 1956 Oskar Uth. Unter seiner Leitung entwickelte sich das ursprüngliche Realprogymnasium Blieskastel (führte nur zur Mittleren Reife, so dass die ersten 3 Schülerjahrgänge die Oberstufenzeit an anderen Gymnasien absolvieren mussten) zur landesweit angesehenen Vollanstalt, an der 1967 erstmals Oberprimaner die Abiturprüfung ablegen konnten. Oskar Uth ging 1985 in Pension; er war bei Schulfeierlichkeiten immer noch ein gern gesehener und viel applaudierter Gast. Er starb am 10. Juli 2011 im Alter von fast 91 Jahren.
Von 1985 bis 2010 leitete Lutz Brede das Gymnasium. Sein Nachfolger ist derzeit Christoph Kohl aus Blieskastel.

## Absolventen
- Benedikt Maria Trappen (* 1961), Autor
- Jutta Schmitt-Lang (* 1982), Lehrerin und Politikerin (CDU), Mitglied des Saarländischen Landtages
- Stephan Toscani  (* 1967), Politiker (CDU), Präsident des saarländischen Landtages
- Markus Vinzent (* 1959), Religionswissenschaftler, Hochschullehrer (Köln, Birmingham/UK, King’s College London, Max-Weber-Kolleg, Erfurt) und Autor